# مارسين باستشنسكي
مارسين باستشنسكي (بالبولندية: Marcin Baszczyński)‏ (مواليد 7 يونيو 1977) هو لاعب كرة قدم. يلعب مع منتخب بولندا لكرة القدم. سبق له أن لعب في كأس العالم لكرة القدم مع منتخب بلاده.

## روابط خارجية
- مارسين باستشنسكي على موقع الاتحاد الدولي (مؤرشف)  (الإنجليزية)
- مارسين باستشنسكي على موقع قاعدة بيانات كرة القدم.إي يو (الإنجليزية)
- مارسين باستشنسكي على موقع ناشيونال فوتبول تيمز (الإنجليزية)
- مارسين باستشنسكي على موقع عالم كرة القدم.نت (الإنجليزية)